# Кадиево
Кадиево (болг. Кадиево) — село в Болгарии. Находится в Пловдивской области, входит в общину Родопи. Население составляет 1111 человек.

## Политическая ситуация
В местном кметстве Кадиево, в состав которого входит Кадиево, должность кмета (старосты) исполняет Лиляна Петрова(БСП, АБВ)
Кмет (мэр) общины Родопи —Павел Михайлов
| Родопи Павел Михайлов (БСП – Обединена левица, Левицата!, БВ; 2019) |                                   |
| Кметство – кмет                                                     | Кадиево Лиляна Петрова (БСП, АБВ) |

(Болгарская социалистическая партия (БСП)) по результатам выборов.